# Konståret 1851

## Händelser

### Okänt datum
- Världsutställningen i London.
- Marcus Larson fick Kungliga Medaljen för marin- och landskapsmålning.

## Verk
- Jean-Baptiste Camille Corot - La Danse des Nymphes
- Frederick Richard Lee - Shattered Oak in Bedfordshire

## Födda
- 9 januari - Johan Malmsjö (död 1929), svensk konstnär och operasångare.
- 17 januari - A. B. Frost (död 1928), amerikansk illustratör.
- 22 januari - Elisabeth Keyser (död 1898), svensk målare.
- 3 februari - Wilhelm Trübner (död 1917), tysk målare.
- 16 april - Ernst Josephson (död 1906), svensk konstnär, målare och poet.
- 29 juni - Emma Sparre (död 1913), svensk konstnär och diktare.
- 23 juli - Peder Severin Krøyer (död 1909), dansk konstnär.
- 13 oktober - Charles Sprague Pearce (död 1914), amerikansk målare.
- 21 november - Leslie Ward (död 1922), brittisk serietecknare.
- 15 december - Carl Gustaf Hellqvist (död 1890), svensk historiemålare.

## Avlidna
- 27 januari - John James Audubon (född 1785), amerikansk målare.
- 7 april - Henry Thomas Alken (född 1785), engelsk gravör, illustratör och konstnär.
- 10 juli - Louis Jacques Mandé Daguerre (född 1787), fransk konstnär och uppfinnare av den fotografiska processen Daguerrotypi.
- 11 juli - Benjamin Duterrau (född 1767), målare och gravör.
- 29 oktober - William Wyon (född 1795), engelsk chefsgravör vid Royal Mint.
- 19 december - William Turner (född 1775), engelsk landskapsmålare, akvarellmålare och tryckmakare.
- okänt datum - Willis Buell (född 1790), amerikansk porträttmålare.